# Porphyrinia lenis
Porphyrinia lenis är en fjärilsart som beskrevs av Eduard Friedrich Eversmann 1844. Porphyrinia lenis ingår i släktet Porphyrinia och familjen nattflyn. Inga underarter finns listade i Catalogue of Life.